# PEPPOL

PEPPOL-Logo

Pan-European Public Procurement OnLine (PEPPOL) ist ein internationales Projekt mit dem Ziel der Standardisierung grenzüberschreitender, elektronisch unterstützter öffentlicher Vergabeverfahren innerhalb der Europäischen Union.

## Überblick
PEPPOL ist Teil des Rahmenprogramms für Wettbewerbsfähigkeit und Innovation (CIP) der Europäischen Kommission (European Commission’s Competitiveness and Innovation Framework Programme’s ICT Policy Support Programme) und besteht aus einem Konsortium mit 17 Projektpartnern aus elf europäischen Ländern (Dänemark, Deutschland, Finnland, Frankreich, Griechenland, Großbritannien, Italien, Norwegen, Österreich, Portugal und Schweden).
Das Projekt wurde im Jahr 2008 gestartet, nachdem bereits im Jahr 2005 auf einer Ministerialkonferenz in Manchester Ziele für die Entwicklung des pan-europäischen, grenzüberschreitenden und elektronisch unterstützten Beschaffungswesens formuliert wurden.

## Ziele
Im Rahmen vom PEPPOL werden offene Standards für öffentliche Ausschreibungs- und Beschaffungsverfahren (Public eProcurement) unter Berücksichtigung existierender nationaler Lösungen und (IT-)Infrastrukturen entwickelt und bis zur Pilotierung (Erprobung im eingeschränkten Produktionsbetrieb) weiter geführt. Damit soll insbesondere kleinen und mittelständischen Unternehmen (KMU) die Teilnahme an öffentlichen Ausschreibungen und Beschaffungsprozessen innerhalb der gesamten Europäischen Union – auch grenzüberschreitend – ermöglicht werden, da diese meist keine entsprechenden internationalen Niederlassungen haben. Der Beschaffungsprozess soll vollständig elektronisch, d. h. IT-gestützt, ablaufen, von der Veröffentlichung der Ausschreibung über die Vergabe des Auftrags bis hin zur Bezahlung der Leistungen.
Es soll der Anteil von grenzüberschreitenden Angeboten und Geschäftsbeziehungen innerhalb der EU erhöht und gleichzeitig der dafür notwendige Zeit- und Kostenaufwand für Auftraggeber und Auftragnehmer reduziert werden. Damit wird auch das Ziel des vermehrten Wettbewerbs am Markt durch Internationalisierung und die Erhöhung der Transparenz verfolgt.
Im Rahmen der Definition von offenen Standards werden die Verwendung von UBL 2.0 und CEN/BII-Profilen (Business Interoperability Interfaces Profile) forciert. Dabei sollen insbesondere bestehende nationale Systeme, Standards und Lösungen integriert und verbunden, jedoch nicht verdrängt oder abgelöst werden.

## Projektstruktur
Das Projekt PEPPOL ist in Arbeitspakete (Work Packages, WP) unterteilt:
- Digitale Signatur
- Virtual Company Dossier (VCD)
- eCatalogue
- eOrdering
- eInvoicing
- Awareness, Dissemination und Consensus Building
- Architektur

## Ergebnisse
Im Rahmen von PEPPOL entstehen neben der Definition von offenen Standards auch Software-Komponenten, Services und vollständige Applikationen. Diese können integriert oder eigenständig verwendet werden und unterstützen Teilbereiche oder den gesamten Prozess des eProcurements, unter anderem:
- eSignature: Technische Komponenten zur transnationalen Validierung von internationalen digitalen und elektronischen Signaturen auf elektronischen Dokumenten[10]
  - XKMS und OASIS Digital Signature Services Schnittstellen Spezifikation
  - PEPPOL XKMS Responder
  - eID und eSignature Qualitätsdefinitionen (vergl. „einfache“, „fortgeschrittene“ und „qualifizierte“ elektronische Signatur).
- Virtual Company Dossier (VCD): Standardisiertes Format zu Übermittlung von Nachweisen, Zertifikaten und Belegen in elektronischer Form und technische Komponenten zur Erstellung von VCD-Paketen[11]
  - VCD Viewer zum Anzeigen von VCD-Paketen
  - VCD Designer zum Auswählen und Ableiten von Nachweisen (Evidenzen) zu einer Ausschreibung
  - VCD Builder zum Erstellen eines VCD-Pakets
  - European VCD System (EVS) zur Abbildung des rechtlichen Regelwerks bei grenzüberschreitenden Ausschreibungen
  - PEPPOL Electronic Product Property Server (ePPS)
- eCatalogue: Definition von Gütern und Leistungen zur Übermittlung von Leistungsinformationen oder beim Abruf
- eOrdering und eInvoicing: Komponenten zur grenzüberschreitenden elektronischen Abwicklung von Bestellungen und Rechnungslegung
  - PEPPOL Business Interoperability Specifications (BIS)
  - Schematron Validation
  - Document Visualization (per XSL Transformation)
- PEPPOL Transport Infrastructure: Standards zum sicheren und verlässlichen elektronischen Datenaustausch und -transport zur Verbindung von bestehenden eProcurement-Lösungen[12]
  - Service Metadata Locator (SML)
  - Service Metadata Publisher (SMP)
  - START Protokoll (Secure Trusted Asynchronous Reliable Transport)
  - LIME Protokoll (Lightweight Message Exchange Profile)

## Aktueller Status
Nach Abschluss der Pilotphase Ende August 2012 wurden die PEPPOL-Standards europaweit erfolgreich implementiert. Die Gruppe OpenPEPPOL, bestehend aus öffentlichen und privaten PEPPOL-Interessenten, übernahm die Verantwortung für den weiteren Ausbau und die Implementierung von PEPPOL in Europa. OpenPEPPOL wurde in Belgien als Non-Profit-Gesellschaft angemeldet und startete den Betrieb am 1. September 2012.

## PEPPOL-Länder
1. Dänemark: Seit 2005 müssen dänische Firmen das nationale eRechnungssystem „NemHandel“ verwenden. Nemhandel ist PEPPOL-konform und kann im PEPPOL-Format empfangen.[14]
2. Frankreich: Frankreich ist mit einem PEPPOL Access Point verbunden. Die Organisation UGAP (Union des Groupements d'Achats Publics / Zentrale Beschaffungsbehörde) plant, die PEPPOL-eRechnung mit den regionalen Behörden einzusetzen. Im Gesundheitswesen arbeitet PEPPOL mit GCS UniHA (vertritt alle Unikliniken) und RESAH Ile de France zusammen, um insgesamt fast 200 Krankenhäuser zu betreuen.[15]
3. Niederlande: Nach Ende der PEPPOL-Pilotphase im Oktober 2013 ging die niederländische eRechnungs-Initiative ‘SimplerInvoicing’ im November 2013 in die Produktion über.[16]
4. Irland: Die irische Regierung plant die nationale Implementierung von PEPPOL und hat bereits 7 Access Points aktiviert. Bis 2016 wird geplant, eInvoicing für alle öffentlichen Beschaffungen einzusetzen. Die erste Ausschreibung, die die Nutzung von PEPPOL eInvoicing vorschreibt, wurde im August 2013 veröffentlicht.[17]
5. Italien: Ab Juni 2015 werden öffentliche Einrichtungen per Gesetz (No. 55, 3. April 2013)[18] nur noch eRechnungen akzeptieren. Bereits 2012 nutzten 32 Pilotteilnehmer PEPPOL in Italien, darunter die Region Rom und Telecom Italia.[19][20][21]
6. Norwegen: In Norwegen wurde PEPPOL erstmals umfassend implementiert. Schon seit Juli 2012 ist die Nutzung von eInvoicing bei öffentlichen Einrichtungen Pflicht, basierend auf dem PEPPOL-Standard, und mit der Empfehlung, das PEPPOL-Netzwerk zu verwenden.[22]
7. Österreich: Ab dem 1. Januar 2014 gilt nach dem IKT-Konsolidierungsgesetz (IKTKonG) die Verpflichtung zur Übermittlung einer eRechnung (eine Rechnung, die in einem elektronischen Format ausgestellt, gesendet, empfangen und verarbeitet wird) für alle Vertragspartner des Bundes. Übertragungswege sind USP oder PEPPOL.[23][24][25]
8. Polen: Am 23. September 2013 gab Sebastian Christow vom polnischen Wirtschaftsministerium in Warschau bekannt, dass Polen PEPPOL angenommen hat und dass PEPPOL als Eckstein der polnischen e-Rechnungsstrategie betrachtet wird.[26]
9. Russland: Im Dezember 2013 wurde von der russischen Zertifizierungsagentur bekannt gegeben, dass sie einen PEPPOL Access Point aufgemacht hat, um Russland mit der europäischen eProcurement-Infrastruktur zu verbinden.[27]
10. Schweden: PEPPOL ist Pflicht im öffentlichen Bereich, für eInvoicing und eOrdering. Der PEPPOL-Standard wird für die internationale Nutzung empfohlen.[28][29]
11. Deutschland: „Der IT-Planungsrat verpflichtet Bund und Länder, mit Ablauf der Umsetzungsfrist der Richtlinie 2014/55/EU mindestens PEPPOL anzubieten, wenn sie einen Webservice zur Einlieferung von elektronischen Rechnungen zur Verfügung stellen.“[30] Die gesetzlichen Vorgaben verpflichten die öffentliche Verwaltung in Deutschland, E-Rechnungen ab dem 27. November 2018 zu empfangen und zu verarbeiten. Die Koordinierungsstelle für IT Standards (KoSIT) ist im Auftrag des IT-Planungsrats als PEPPOL Authority für Deutschland im PEPPOL-Netzwerk tätig.